# Nunciella
Nunciella is een geslacht van hooiwagens uit de familie Triaenonychidae.
De wetenschappelijke naam Nunciella is voor het eerst geldig gepubliceerd door Roewer in 1929. 

## Soorten
Nunciella omvat de volgende 12 soorten:
- Nunciella aspersa
- Nunciella badia
- Nunciella cheliplus
- Nunciella dentata
- Nunciella granulata
- Nunciella kangarooensis
- Nunciella karriensis
- Nunciella montana
- Nunciella parvula
- Nunciella tasmaniensis
- Nunciella tuberculata
- Nunciella woolcocki